# Repetitive-Strain-Injury-Syndrom
Als Repetitive-Strain-Injury-Syndrom (kurz RSI-Syndrom, englisch repetitive strain injury ‚Verletzung durch wiederholte Beanspruchung/Belastung‘; umgangssprachlich Sekretärinnenkrankheit, Mausarm) wird in der Medizin ein Krankheitsbild bezeichnet, bei dem unspezifische Beschwerden wie Nacken-, Schulter-, Arm- und/oder Handbeschwerden nach sich häufig wiederholenden (repetitiven) Tätigkeiten auftreten. Betroffen sind besonders Personen, die nur geringen, aber gewissen Belastungen (z. B. Computerarbeitsplatz) ausgesetzt sind. In letzterem Falle reichen dabei die häufigen stereotypen Bewegungen bei der Bedienung von Computermaus oder Tastatur aus, diese Beschwerden auszulösen. Sport scheint dem RSI-Syndrom vorbeugen zu können. Eine Veränderung anatomischer Strukturen konnte bisher nicht nachgewiesen werden. Abgegrenzt wird das Krankheitsbild von spezifischen Erkrankungen wie dem Karpaltunnelsyndrom und der Sehnenscheidenentzündung, die unter dem Begriff cumulative trauma disorders (CTD) zusammengefasst werden.

## Ursachen
Die Ursachen des RSI-Syndroms werden kontrovers diskutiert und sind nur ansatzweise erforscht.
In der Vergangenheit wurde angenommen, dass es sich um eine Entzündung der Sehnen handelt, weswegen das RSI-Syndrom bis heute oft als Tendinitis diagnostiziert wird. Forschungsergebnisse in der jüngeren Zeit wiesen jedoch nach, dass bei den meisten Patienten mit RSI keine Entzündung im betroffenen Gewebe vorliegt. Stattdessen handelt es sich um eine Degeneration von Sehnengewebe, ausgelöst durch chronische Überlastung, eine sogenannte Tendopathie (auch: Tendinose).
Die ständige Überstrapazierung schädigt Kollagenfasern. Bekommt der Körper zu wenig Zeit zur Regeneration, wird nicht genug Kollagen in ausreichender Qualität nachgebildet. Die Folge ist eine Degeneration und niedrigere Belastbarkeit der Sehne, was die Symptome des RSI-Syndroms verursacht.

## Prävention
Um einem RSI-Syndrom vorzubeugen, sind eine gute Sitzhaltung, ein ergonomischer Arbeitsplatz (vor allem Bürostuhl) sowie regelmäßige Arbeitsunterbrechungen und viel Bewegung von großer Bedeutung.
Ein ergonomischer Computerarbeitsplatz beinhaltet zum Beispiel einen ergonomischen höhenverstellbaren und drehbaren Bürostuhl mit Armlehnen, eine ergonomische Tastatur (v-förmig gebogen, um eine natürliche und unverkrampfte Armhaltung zu erreichen), gegebenenfalls eine Handauflage vor der Tastatur, einen genügend großen in Höhe und Blickwinkel verstellbaren Bildschirm, eine ergonomisch gestaltete Maus und genügend Raum, um die Beine auszustrecken. Auch gibt es für den Computer zahlreiche alternative Eingabemethoden, wie zum Beispiel Sprachsoftware, die Rollstangenmaus (englisch Barmouse) oder Grafiktabletts, welche eine entspanntere Hand- und Unterarmstellung als bei einer Computermaus erlauben. Darüber hinaus gibt es verschiedene Softwareprodukte, die an Mikropausen erinnern.
Vielschreibern wird empfohlen, Programmbefehle mit Tastenbefehlen (z. B. Strg+C zum Kopieren oder Strg+V zum Einfügen) einzugeben anstatt mit der Maus.

## Anerkennung als Berufskrankheit
In verschiedenen Industrieländern wird das Krankheitsbild von Versicherungen als solches anerkannt, darunter in den USA, Australien[nicht in der Quelle] und Großbritannien. In Großbritannien ermittelte eine Untersuchung 2006 rd. 4 Millionen Betroffene, ausgelöst durch SMS-Tippen. In Australien und den USA gilt RSI mittlerweile als Berufskrankheit Nummer eins. Die Niederlande und Dänemark haben Programme initiiert, um Bildschirmbeschäftigte wirkungsvoll vor RSI zu schützen. In einer niederländischen Klinik wird bereits seit Anfang 2013 die Intermittierende Vakuumtherapie als mögliche Behandlungsmethode des RSI-Syndroms angeboten. In Deutschland war das Syndrom Ende 2006 allerdings selbst unter Ärzten und Orthopäden noch weitgehend unbekannt.
In Deutschland zählen die verschiedenen Formen von RSI nicht automatisch zu den Berufskrankheiten. Das Verwaltungsgericht Göttingen hat jedoch im Jahr 2006 eine Sehnenscheidenentzündung durch Mausbedienung erstmals als Berufskrankheit anerkannt. Ein ähnliches Urteil hat das Verwaltungsgericht Aachen am 14. August 2011 getroffen.

## Ähnliche Krankheiten
- Eine Epicondylitis (Tennisarm) kann ebenfalls durch wiederholte, einseitige Beanspruchung hervorgerufen werden.